# Christina Moses
Christina Moses (Los Angeles, Kalifornie, Spojené státy americké) je americká herečka. Proslavila se rolí Jany Mayfield v seriálu Containment, rolí Keelin v seriálu The Originals. Od roku 2018 hraje jednu z hlavních roli v seriálu A Million Little Things.

## Životopis
Moses se narodila a vyrostla v Los Angeles. Později se přestěhovala do New Yorku, kde žila 9 let a vystupovala v místních a mimo Broadwayských divadlech po získání titulu na Eugene Lang College of Liberal Arts Newyorské univerzity. V roce 2010 se přestěhovala zpátky do Los Angeles a začala se věnovat profesionální herecké kariéře.

## Kariéra
V roce 2008 se zúčastnila vystoupení talentů v divadle Acorn v roce 2008. To vedlo k získání agenta a přestěhování zpět do Los Angeles. Získala role v seriálech Twisted a Nikita. V roce 2014 získala hlavní roli v seriálu stanice The CW Containment. V roce 2017 získala vedlejší roli Keelin v seriálu The Originals. V roce 2018 se připojila k obsazení seriálu A Million Little Things na stanici ABC.

## Filmografie

### Film
| Rok  | Název                | Role             | Poznámky            |
| ---- | -------------------- | ---------------- | ------------------- |
| 2010 | Machete Joe          | Kelly            |                     |
| 2011 | Crows                | Roberta Hamilton |                     |
| 2013 | Head Case            | Jordan           | krátkometrážní film |
| 2013 | Hidden Talent        | Lauren           | krátkometrážní film |
| 2014 | Odd Brodsky          | Kitty            |                     |
| 2014 | Starship: Rising     | Diana            |                     |
| 2014 | Starship: Apocalypse | Diana            |                     |
| 2014 | Without You          | Sammy Jones      | krátkometrážní film |
| 2016 | Salt Water           | Dr. Regina G     |                     |
| 2016 | How We Met           | Marie Walker     |                     |
| 2019 | Listen               | detektiv         | krátkometrážní film |
| 2019 | Tall Girl            | Nina Dunkleman   |                     |

### Televize
| Rok        | Název                           | Role                  | Poznámky                        |
| ---------- | ------------------------------- | --------------------- | ------------------------------- |
| 1992       | Dollhouse Murders               | dívka na párty        | TV film                         |
| 2007       | Star Trek: New Voyages          | Alana                 | díl: „World Enough and Time“    |
| 2011       | Nikita                          | Dana Winters          | díl: „Glass Houses“             |
| 2013       | Twisted                         | Žena na setkání města | díl: „The Fest and the Furious“ |
| 2013       | Welcome to Hollywood... Florida | Abby                  | TV film                         |
| 2016       | Vražedné Miami                  | Daphne                | díl: „Náhlá smrt a tajemství“   |
| 2016       | Containment                     | Jana                  | hlavní role, 13 dílů            |
| 2016       | Roadies                         | Lorraine Navarro      | díl: „Friends and Family“       |
| 2017–2018  | The Originals                   | Keelin                | vedlejší role, 10 dílů          |
| 2017       | Mission Control                 | Letitia               | TV film                         |
| 2018       | Condor                          | Sharla Shepard        | 7 dílů                          |
| 2018–dosud | A Million Little Things         | Regina Howard         | hlavní role                     |